# George Tabori

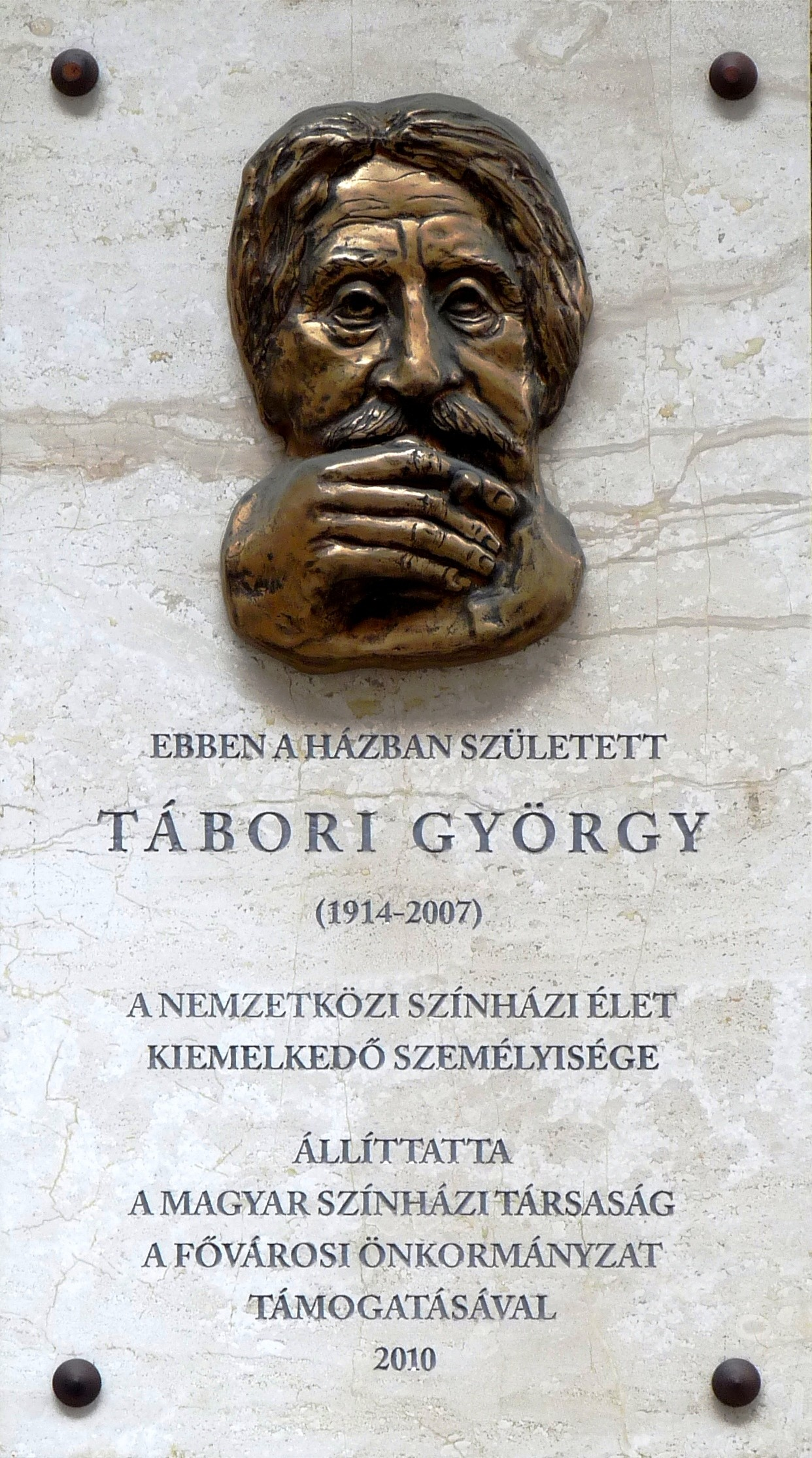
Pamětní deska v Budapešti

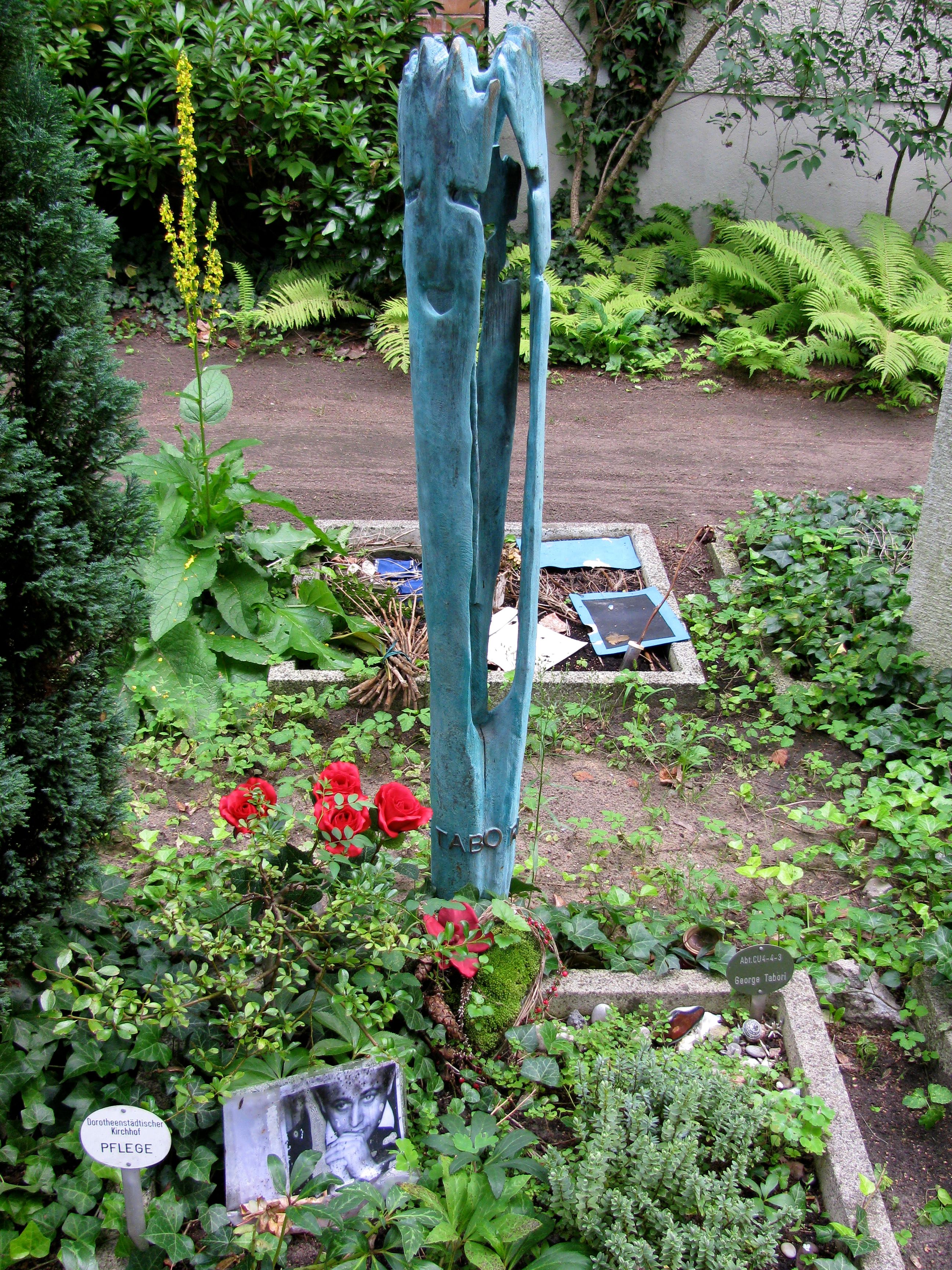
Hrob v Berlíně ('Dorotheenstädtischer Friedhof')

George Tabori (maďarsky Tábori György, 24. května 1914, Budapešť, Maďarsko – 23. července 2007, Berlín, Německo) byl spisovatel, dramatik a divadelní režisér maďarského původu. Hlavním tématem Taboriho her je netradiční pohled na židovství a holokaust. Pomocí grotesky, ironie a humoru klade otázky po smyslu kultury a náboženství. Tabori napadá stereotypy, klišé a dogmata a dává je do příkrého kontrastu s obyčejným lidským osudem. George Tabori byl výjimečným zjevem na divadelní
scéně především německy mluvících divadel. Jeho hry byly přeloženy do mnoha jazyků a uváděny v nejprestižnějších světových divadlech.

## Život
Narodil se v Budapešti jako druhý syn Kornélovi Táborimu a Else Táboriové. Jeho otec byl známým maďarským novinářem a sympatizantem levicového hnutí. Díky jeho členství v organizaci Liga na ochranu dětí byl malý Tabori vyslán na několikaměsíční ozdravný pobyt do Švýcarska. Mezi světovými válkami si Taboriho otec založil cestovní kancelář. Taboriho otec zemřel v koncentračním táboře Osvětim v roce 1944. Matce a staršímu bratrovi Paulovi se podařilo uprchnout před nacismem ve třicátých letech do Anglie.
Na přání otce se vyučil v hotelové branži. Pracoval v Berlíně, v Drážďanech a v Budapešti. V roce 1936 se vydal na cestu do Anglie i George. Jeho bratr Paul už v té době působil jako novinář a spisovatel, byl členem anglického PEN klubu. Jako balkánský korespondent BBC odjel Tabori do Bulharska, Istanbulu, Káhiry a nakonec do Jeruzaléma. Zde si změnil jméno na Turner, protože vysílal relace do Maďarska a nechtěl ohrozit své příbuzné v Maďarsku. Po válce se dozvídá kuriózní věc, že stanice byla fingovaná a nic nevysílala. V Jeruzalémě se v roce 1942 seznámil se svou první ženou Hannou Freundovou z Darmstadtu. V té době napsal Tabori své dva první romány. Ten první se ztratil, ten druhý (Beneath the stone) slavil úspěch. V roce 1954 se Tabori rozvedl. Oženil se ještě dvakrát: s Vivecou Lindfors (rozvod 1972) a s německou herečkou Ursulou Höpfnerovou, se kterou žil až do své smrti v roce 2007.
V roce 1945 odjel Tabori do Londýna a záhy dostává nabídku na práci scenáristy v Hollywoodu. Odjel do USA, kde žil 25 let. Spolupracoval se známými tvůrci (A. Hitchcock), stýkal se s významnými emigranty (Bertold Brecht, Lion Feuchtwanger, bratři Mannové). Překládal německé hry do angličtiny. Velký úspěch slavila Brechtova Žebrácká opera na Broadwayi v Taboriho překladu.
V roce 1969 měla premiéru Taboriho hra Kanibalové v berlínském Schillerově divadle. Po nebývalém úspěchu této hry se Tabori přestěhoval do Německa, kde působil jako dramatik, režisér, spisovatel, rozhlasový autor a pedagog.
Světovou proslulost získal svou hrou Mein Kampf, která měla premiéru ve vídeňském Akademietheater. Tato hra byla přeložena do češtiny a v současné době je uváděna v NDM v Ostravě.
George Tabori zemřel 23.7.2007 v Berlíně.

## Dílo

### Dramata
- Babylonské blues
  - Upraveno v roce 2011 pro rozhlas pod názvem Jak být šťastný a neuštvat se, Český rozhlas, překlad: Magdalena Štulcová, dramaturgie: Hynek Pekárek, režie: Aleš Vrzák. Hráli: Vypravěč a Starý Cvi (Josef Somr), Mladý Šabtaj Cvi (Kamil Halbich), Iokaste (Eliška Balzerová), Oidipus (Jan Dolanský), Don John (Alois Švehlík) a Amanda Lollypop (Pavla Beretová)[2]
- Balada o vídeňském řízku
- Bílý muž a rudá tvář
- Brecht akte
- Brouhaha
- Císařovy nové šaty
- Demonstrace
- Frühzeitiges Ableben
- Goldbergovské variace
- Insomnie
- Jubileum
- Kanibalové
- Klauni
- Hromadná vražedkyně a její přátelé
- Matčina Kuráž
  - zpracováno v roce 2006 v Českém rozhlasu jako rozhlasová hra. Překlad: Petr Štědroň, hudba: Marko Ivanovič, dramaturgie: Martin Velíšek, režie Aleš Vrzák. Osoby a obsazení: syn (Jiří Ornest), matka (Květa Fialová), Kelemen (Jiří Lábus), Usoplenec (David Novotný), německý důstojník (Jaromír Dulava), 1. policista (Stanislav Zindulka), 2. policista (Antonín Molčík), strýc Julius (Miloš Hlavica), Marta (Růžena Merunková), milenec + hlas (Vojtěch Hájek), milenec + hlas (Michal Zelenka), hlasy (Petra Jungmanová, Zdeněk Hess a Otmar Brancuzský), žena domovníka + hlas (Bohumila Dolejšová) a modlení + zpěv (Michael Dushinsky). Hra byla vybrána do užšího výběru v soutěži Prix Bohemia Radio 2006 v kategorii "Rozhlasová inscenace pro dospělého posluchače".[3]
- Mein Kampf
- Peepshow
- Pinkville
- Poslední říjnová noc
- Purgatorium
- Requiem za jednoho špiona
- Schuldig geboren
- Sigmund Freud
- Talk show
- Útěk do Egypta
- Voyeur
- Změny
- 25. hodina

### Próza
- Beneath the Stone the Scorpion
- Original Sin
- Companions of the Left Hand
- The Caravan Passes
- The Good One
- Die Reise

### Divadelní adaptace a inscenace
(režíroval, upravoval hry mj. B. Brechta, A. Strindberga, W. Shakespeara, aj.)
- Brecht o Brechtovi
- Proměny (něm. Verwandlungen: Eine Improvisation, frei nach Kafka. (podle prózy F. Kafky Proměna, něm Die Verwandlung)
- M (podle Euripidovy Médeii)
- Nathanova smrt (podle Lessinga)
- Neklidný sen (podle F. Kafky)
- Velký inkvizitor (podle Dostojevského)

## Filmy

### Náměty a filmové scénáře
- 1950 Crisis. Režie Richard Brooks
- 1953 Thunder in the East. Režie Charles Vidor
- 1955 I confess. Režie Alfred Hitchcock
- 1959 The Journey. Režie Anatole Litvak
- 1962 No exit. Režie Hector Olivéra
- 1968 Secret Ceremony. Režie Joseph Losey
- 1970 Kannibalen
- 1995 My Mother's Courage
- 1996 The Legend of Mrs. Goldman and the Almighty God

### Režie
- 1981 Frohes Fest
- 1994 Mein Kampf (TV)
- 1998 Endgame (TV)

### Role ve filmech
- 1986 Tarot
- 1988 The Passenger - Welcome to Germany (role rabína)
- 1991 Sehnsüchte oder Es ist alles unheimlich leicht (role profesora)
- 1994 Bye Bye America (role Ziffera)
- 1994 Kod (role Gábora bácsiho)

## Ocenění
- 1954 Cena britské akademie za The young lovers
- 1976 Cena kritiků za literaturu svazu německých kritiků, Berlín
- 1978 Prix Italia – Cena za rozhlasovou hru Mezinárodního festivalu televizního a rozhlasového vysílání, Řím
- 1981 Německý kříž za zásluhy
- 1983 Mülheimská cena za drama
- 1988 Berlínská divadelní cena, Medaile Josefa Kainze
- 1990 Cena Petera Weisse města Bochumi
- 1992 Cena Georga Büchnera
- 1994 Německý kříž za zásluhy prvního stupně Spolkové republiky Německo
- 1995 Čestná zlatá medaile města Vídeň
- 1997 Rakouské vyznamenání za vědu a kulturu
- 1998 Literární cena Waltera Hasenclevera
- 2000 Goethova medaile, Výmar
- 2001 Kasselská literární cena za humor a grotesku
- 2001 Divadelní cena Nestroye
- 2003 Cena Bruna Kreiskeho
- 2003 Cena Jeanette Schockenové
- 2006 Zlatá medaile Rakouské republiky (Großes Goldenes Ehrenzeichen für Verdienste um die Republik Österreich)
- 2006 Divadelní cena Faust za celoživotní dílo